# U.S. International Challenge 2016
Die U.S. International Challenge 2016 im Badminton fand vom 14. bis zum 18. Dezember 2016 in Orange statt.

## Sieger und Platzierte
| Disziplin    | Gold                             | Silber                     | Bronze                           |
| ------------ | -------------------------------- | -------------------------- | -------------------------------- |
| Herreneinzel | Riichi Takeshita                 | Sergey Sirant              | Raul Must                        |
| Herreneinzel | Riichi Takeshita                 | Sergey Sirant              | Kenta Nishimoto                  |
| Dameneinzel  | Zhang Beiwen                     | Rachel Honderich           | Jamie Subandhi                   |
| Dameneinzel  | Zhang Beiwen                     | Rachel Honderich           | Mónika Szőke                     |
| Herrendoppel | Frederik Colberg Rasmus Fladberg | B. R. Sankeerth Nyl Yakura | Lin Chia-hao Lin Chia-hsuan      |
| Herrendoppel | Frederik Colberg Rasmus Fladberg | B. R. Sankeerth Nyl Yakura | Adrian Liu Toby Ng               |
| Damendoppel  | Jing Yu Hong Zhang Beiwen        | Eva Lee Paula Obanana      | Yaqueline Duarte Yesenia Duarte  |
| Damendoppel  | Jing Yu Hong Zhang Beiwen        | Eva Lee Paula Obanana      | Michelle Tong Josephine Wu       |
| Mixed        | Evgeny Dremin Evgenia Dimova     | Howard Shu Jamie Subandhi  | Khankham Malaythong Jing Yu Hong |
| Mixed        | Evgeny Dremin Evgenia Dimova     | Howard Shu Jamie Subandhi  | Toby Ng Rachel Honderich         |